# Kaple svatého Rocha (Zlaté Hory)
Kaple svatého Rocha je malá kaple na stejnojmenném kopci nad Zlatými Horami, je chráněna jako kulturní památka České republiky. Byla postavena na počest patrona proti moru sv. Rocha na v 17. století. Kolem kaple vede zelená turistická trasa, po které je možné dále pokračovat na Biskupskou kupu. Ke kapli vede křížová cesta, která byla v roce 2015 opravena.

## Historie
Kaple byla financována z veřejné sbírky, která začala v roce 1634. Se stavbou se však začalo až v roce 1661, kvůli vpádům švédských vojsk. Dokončena byla v roce 1666 a v tomtéž roce byla také vysvěcena. Ve 2. polovině 18. století byla po požáru rozšířena.

## Současnost
V roce 2008 byla provedena rekonstrukce střechy. V rámci takzvaných Zlatých dnů se od roku 1994 na louce za kaplí pořádá rekonstrukce bitvy mezi pruskými rakouskými vojáky z konce 18. století, které se účastní jak české kluby vojenské historie (například místní Zlatohorská garda), tak i podobná uskupení z Polska.